# Hooigracht (Den Haag)

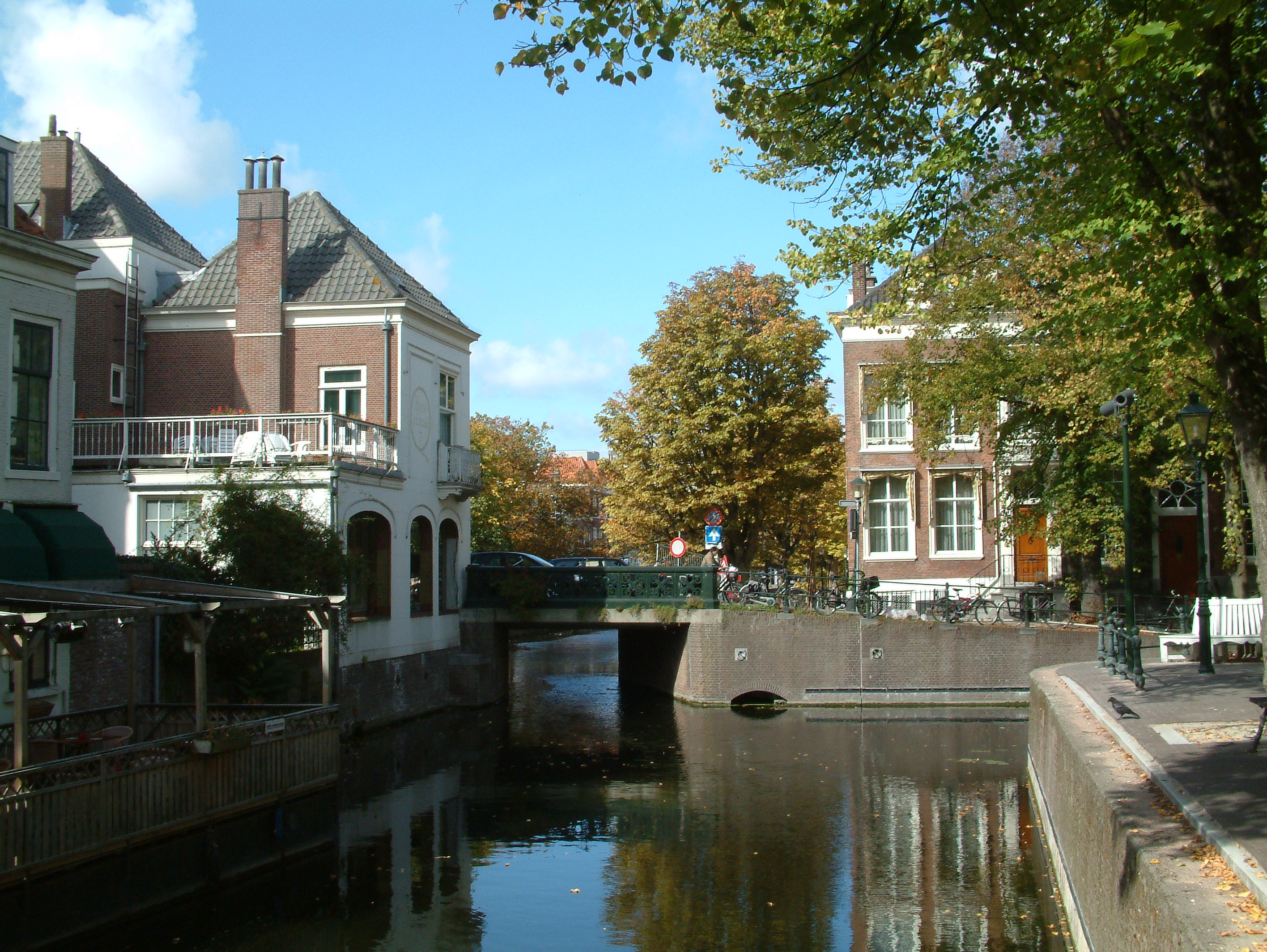
De brug waar de Nieuwe Uitleg overgaat in de Hooigracht. Links gaat de brug naar de Hooistraat. Het water voor de brug en rechts heet Nieuwe Uitleg.

De Hooigracht is een gracht en straat in het centrum van Den Haag.
De gracht werd omstreeks 1590 gegraven en maakt,sinds 1619 deel uit van de Noord-singelgracht, die een onderdeel is van de Haagse grachtengordel. Langs de Hooigracht ligt de Hooikade (aan de centrumkant), aan de overkant van de gracht heet de kade "Hooigracht". De Hooigracht is het verlengde van het Smidswater / bij het eiland Nieuwe Uitleg en gaat vandaar naar de Noord- singelsgracht Mauritskade (vroeger Noordwal).
Vanaf 1713 werd hier het hooi voor Den Haag binnengebracht. Het werd daar gewogen en op hooibroei gecontroleerd. In 1866 werd de Hooigracht (straat) aangelegd, en op aandringen van de bewoners werd toen de gracht wat smaller gemaakt om de straat ruimte te geven.
De tuinen van huizen aan de Hooikade grenzen aan de achterkant aan de tuinen van de huizen aan de Denneweg.

## Chez Eliza
Aan de Hooikade zijn enkele restaurants. Eén daarvan, op nummer 14, was Chez Eliza, op de hoek van de Spekstraat. Het was oud-Hollands ingericht. Op de muur was een schildering van Norbert Kraus. Hij was in 1936 van Wenen naar den Haag gevlucht en kwam in 1940 om het leven door een verdwaalde bom.
Chez Eliza was tijdens de Tweede Wereldoorlog een ontmoetingsplaats van verzetslieden. En op 21 maart gaf Louis d'Aulnis hier zijn huwelijksdéjeuner. Sinds 2005 was daar visrestaurant 'Zo uit de Zee' en in april 2012 opende Casa Caroni daar haar deuren. Bij de hal achter de voordeur zijn de oud-Hollandse tegels bewaard gebleven.Thans is hier een goed Grieks restaurant te vinden
Hooikade 24/27 zijn 4 woningen in het Kleinste Hofje (18e-eeuws) van Den Haag (Den Haag heeft meer dan 110 hofjes, waarvan de meeste in de 19e eeuw zijn gebouwd) een aardig hofje, waar vroeger schilderes Sonia van Nispen woonde. Verderop was het bedrijf van Innemee & Zonen.
Straten: Achterom · Alexanderstraat · Van Alkemadelaan · Amaliastraat · Amsterdamse Veerkade · Benoordenhoutseweg · Bezuidenhoutseweg · Cantaloupenburg · Denneweg · Fluwelen Burgwal · Geest · Gravenstraat · Groenewegje · Groot Hertoginnelaan · Grote Marktstraat · Herengracht · Heulstraat · Hogewal · Hooigracht · Javastraat · Juffrouw Idastraat · Kazernestraat · Kneuterdijk · Korte Vijverberg · Korte Voorhout · Laan Copes van Cattenburch · Laan van Meerdervoort · Laan van Nieuw Oost-Indië · Lange Beestenmarkt · Lange Poten · Lange Vijverberg · Lange Voorhout · Lijnbaan · Mallemolen · Mauritskade · Melis Stokelaan · Van Merlenstraat · Molenstraat · Nassaulaan · Nieuwe Haven · Nieuwe Schoolstraat · Nieuwe Uitleg · Nobelstraat · Noordeinde · Oude Boomgaardstraat · Oude Molstraat · Parkstraat · Paviljoensgracht · Piet Heinstraat · Prinsegracht · Prinsessegracht · Prinsestraat · Rijswijkseweg · Riouwstraat · Schalk Burgerstraat · Schedeldoekshaven · Schelpkade · Schenkkade · Scheveningseveer · Scheveningseweg · Schuddegeest · Slijkeinde · Smidswater · Sophialaan · Sportlaan · Spui · Spuistraat · Surinamestraat · Theresiastraat · Torenstraat · Tournooiveld · Trekvlietplein · Turfmarkt · Vaillantlaan · Vondelstraat · Wagenstraat · Weimarstraat · Westeinde · Wijnhaven · Witte de Withstraat · Zeestraat

Pleinen: Alexanderplein
· Anna Paulownaplein
· Bankaplein
· Binnenhof
· Buitenhof
· Burgemeester De Monchyplein
· Clioplein
· Elandplein 
· Esperantoplein
· Groenmarkt
· Grote Markt
· Hofplaats
· Kerkplein
· Koningsplein
· Loosduinse Hoofdplein
· Malieveld
· Muzenplein
· Nassauplein
· Plaats
· Plein
· Plein 1813
· Prins Hendrikplein
· Prinsenvinkenpark
· Regentesseplein
· Rond de Grote Kerk
· Spuiplein
· Tournooiveld
· Vaillantplein
· Varkenmarkt
· Visbanken
· Wijnhaven